# Praia
Pour le footballeur, voir Praia (football).
Praia (« plage » en français) est la capitale du Cap-Vert. Elle est située sur l'île de Santiago, qui est la plus grande des neuf îles habitées de l'archipel. Elle compte environ 188 728 habitants en 2023, ce qui en fait la plus grande ville du pays.

## Histoire

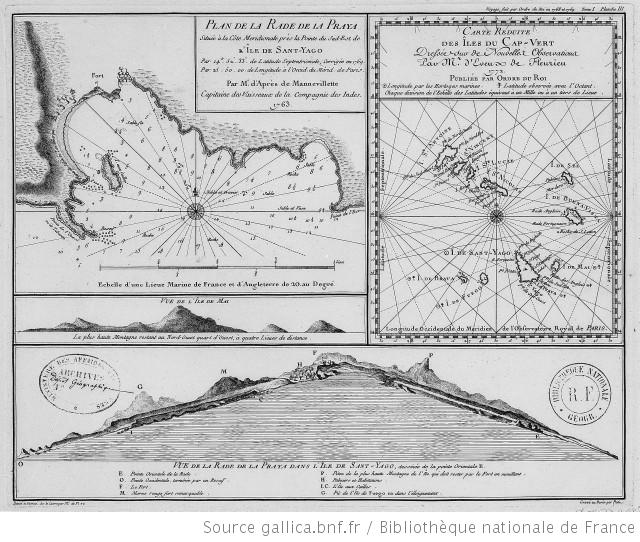
Praia et l'île de Santiago (1772)

Les premières traces de peuplement de Praia remontent à 1615, lorsque les premiers habitants s’installent près de la plage de Santa Maria, facilement accessible par les navires. La ville a tout d'abord servi de port clandestin, afin de ne pas payer les frais de douane de la capitale de l’époque, Ribeira Grande. De ce fait, la ville s’est progressivement développée et a entraîné le dépeuplement de Ribeira Grande, alors en plein déclin.
En 1770, Praia devient la nouvelle capitale de l'archipel. Néanmoins, son statut de capitale a souvent été remis en cause et au XIXe siècle, la ville de Mindelo aurait pu devenir la nouvelle capitale cap-verdienne. Cependant, l’administration portugaise n’a jamais portée d’intérêt à un changement de capitale au Cap-Vert. C’est grâce à un décret de 1858 que Praia acquiert définitivement le statut de capitale du Cap-Vert et concentre les pouvoirs politique, religieux et économique. À l’époque, l’administration portugaise ne considérait que la zone du Plateau digne d’être urbanisée et d’accueillir ses services, laissant de côté les autres quartiers de la ville. Ce n’est qu’après l’indépendance que l’idée que la ville englobait aussi les quartiers avoisinants a été acceptée. Après l’indépendance, la ville a connu une explosion démographique et en trente ans sa population a quadruplé. De nombreux habitants de toutes les îles de l’archipel y ont immigré et aujourd’hui elle accueille le tiers de la population du Cap-Vert et la région de Praia concentre un cinquième de la population de l’archipel.

## Géographie

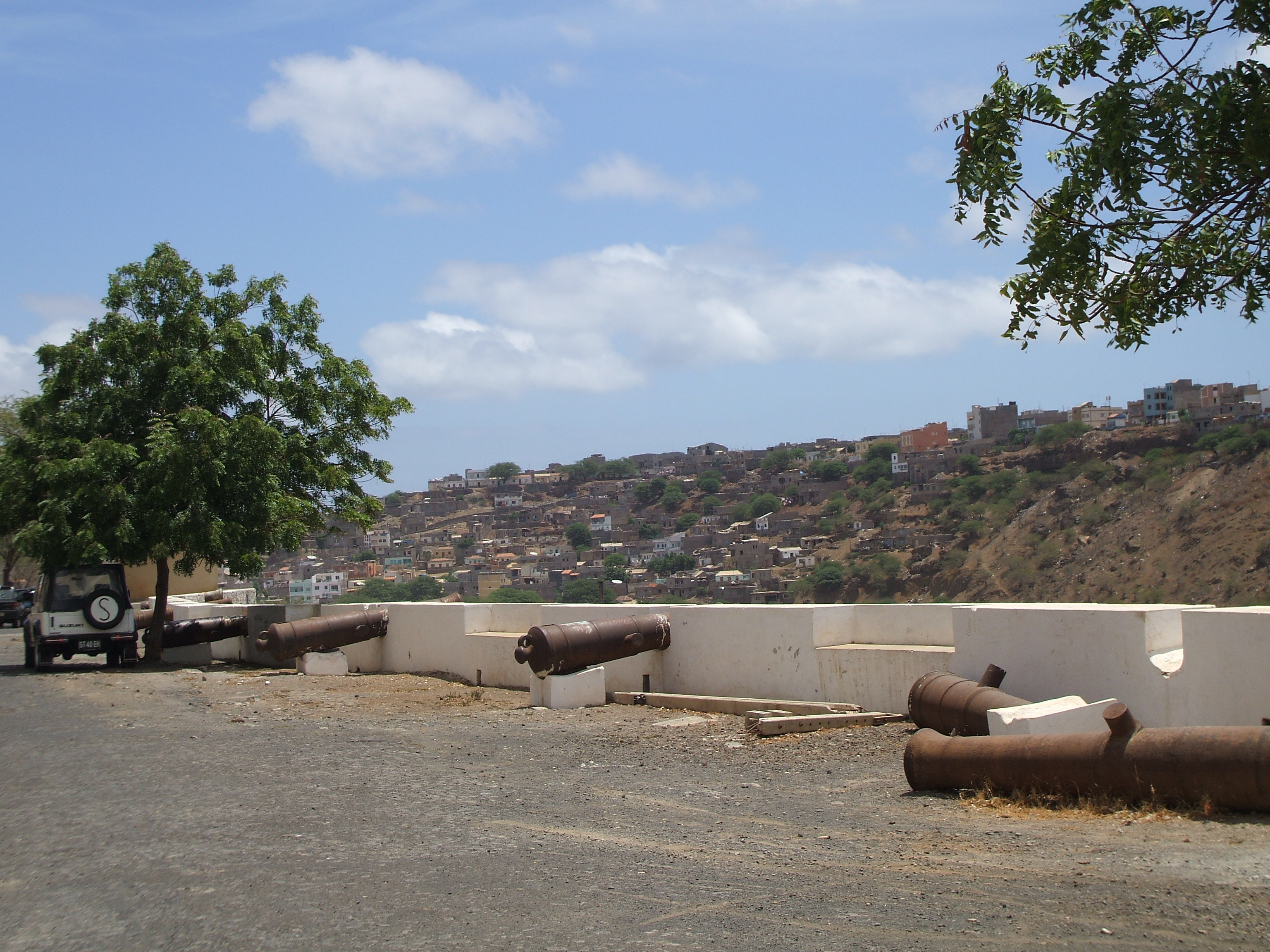
Vue sur Achada Grande depuis le Plateau

### Emplacement
Praia est située au sud de l'île de Santiago et bordée au nord par la municipalité de São Domingos, à l'ouest par la Ribeira Grande de Santiago et par l'océan Atlantique à l'est et au sud.

### Orographie
La géographie de Praia se compose essentiellement de hautes plaines et de vallées. Ces hautes plaines sont d’origine volcanique et prennent le nom d'achadas (Achada de Santo António, Achada de São Filipe, Achada Eugénio Lima, Achada Grande, Achadinha, etc.), néanmoins la plaine constituant le centre de la ville est connue sous le nom de « Plateau ». Le réseau urbain s’étend principalement sur ces hautes plaines et au long des vallées avoisinantes. On peut également citer l’îlot de Santa Maria, situé face à la plage du même nom, et qui aujourd’hui est connue sous le nom de Gamboa.
Pendant longtemps, seul le Plateau était assimilé à la ville de Praia et tous les autres quartiers étaient considérés comme des zones périphériques bien qu’ils aient toujours maintenu d’étroites relations avec le Plateau (flux de personnes, échanges de biens et de services, etc.). C’est pour cette raison que le Plateau est l’une des seules zones largement urbanisée et qui possède les infrastructures adéquates, tandis que les autres quartiers n’ont pas connu un tel développement.
C’est après l’indépendance que les quartiers périphériques du Plateau ont été intégrés à la ville de Praia et cette décentralisation y a entraîné la construction des infrastructures nécessaires. De récents projets d’urbanisation prévoient l’expansion de la ville au Nord, à l’Achada de São Filipe et à l’Ouest, à Palmarejo. Malgré tout, le Plateau est resté la zone la plus attractive de la ville, non pas parce qu’il représente le quartier le plus important, ni parce qu’il est le plus peuplé de l’archipel mais parce qu’il est considéré par les habitants comme le centre commercial et le centre des affaires du Cap-Vert. Malgré les tentatives de décentralisation, la population considère toujours les quartiers périphériques comme des villes-dortoirs ou des zones industrielles.

### Subdivisions administratives
Les subdivisions de Praia sont:
- Achada Grande Frente
- Achada Grande Tras
  - Adega - nord-est
  - Monte Baixo - nord-est
  - Ponta das Bicudas
- Achada Mato
- Achada Santo António
- Achada São Filipe – nord
- Achadinha
- Bairro Craveiro Lopes
- Bela Vista - est
  - Bela Vista Alta - est
- Caiada - est
- Calabaceira
- Castelão - nord
- Chã de Areia
- Coqueiro- nord
- Cidadela – sud-est
  - Cova Figueira
- Covão Mende
- Fazenda
- Gamboa
- Latada
- Lém Cachorro
- Lem Ferreira
- Eugénio Lima - ouest
- Montagarro - nord
- Paiol
- Palmarejo - sud-est
- Palmarejo Grande-Monte Vermelho
- Parque Eólico - nord
- Pensamento - nord-ouest
- Platô
- Porto Praia
- Prainha – sud
- Ponta de Água – nord
- Quebra Canela – sud
- São Francisco
- Safende - nord
- Ilhéu de Santa Maria
- Terra Branca
- Tira Chapéu
- Várzea

### Paysage urbain
- Achada Grande Frente. Quartier situé entre le port de Praia et l'aéroport, il dispose d'une zone industrielle et aussi d'une zone de loisirs où se trouvent quelques discothèques.
- Achada Santo António. Quartier aux rues orthogonales où se trouvent la plupart des ambassades ainsi que l'Assemblée nationale.
- Achada São Filipe. Quartier situé au nord de la ville et constitue la partie haute de la ville, il est situé en périphérie.
- Cidadela Cova Minhoto. Le quartier le plus luxueux, où se trouvent les habitations les plus prisées.
- Palmarejo. Quartier composé d'immeubles de bureaux des principales entreprises de la ville.
- Plateau. C'est le vieux quartier de la ville, où se trouvent des bâtiments historiques tels que le palais présidentiel, l’hôtel de ville, le palais de justice, de nombreux ministères et le marché.
- Prainha. C'est le quartier des hôtels.
- Quebra Canela. Quartier situé près la plage éponyme où se trouve la zone de loisirs comprenant plusieurs restaurants et le centre commercial Praia Shopping.
- Terra Branca. Quartier résidentiel composé de maisons individuelles.
- Tira Chapéu. Quartier à la croissance désordonnée, où les maisons ont été construites par leurs propriétaires.
- Várzea. Quartier situé dans la partie basse de la ville, où se trouvent les installations sportives du centre Vavá Duarte et du stade de Várzea, il abrite également les deux bâtiments les plus hauts de la ville, l’assemblée nationale et le cimetière.

## Démographie
Depuis 1990, l'évolution démographique de Praia a été :
| 1990   | 2000   | 2005    | 2008    | 2010    |
| ------ | ------ | ------- | ------- | ------- |
| 61 644 | 94 161 | 111 500 | 124 661 | 130 271 |

| 2017    | 2023    | - | - | - |
| ------- | ------- | - | - | - |
| 159 050 | 188 728 | - | - | - |

| Histogramme de l'évolution démographique de Praia |         |
| \| 1990 \| 61 644 \| \| 2000 \| 94 161 \| \| 2005 \| 111 500 \| \| 2008 \| 124 661 \| \| 2010 \| 130 271 \| \| 2017 \| 159 050 \| \| 2023 \| 188 728 \| |         |
| 1990 | 61 644  |
| 2000 | 94 161  |
| 2005 | 111 500 |
| 2008 | 124 661 |
| 2010 | 130 271 |
| 2017 | 159 050 |
| 2023 | 188 728 |

## Économie

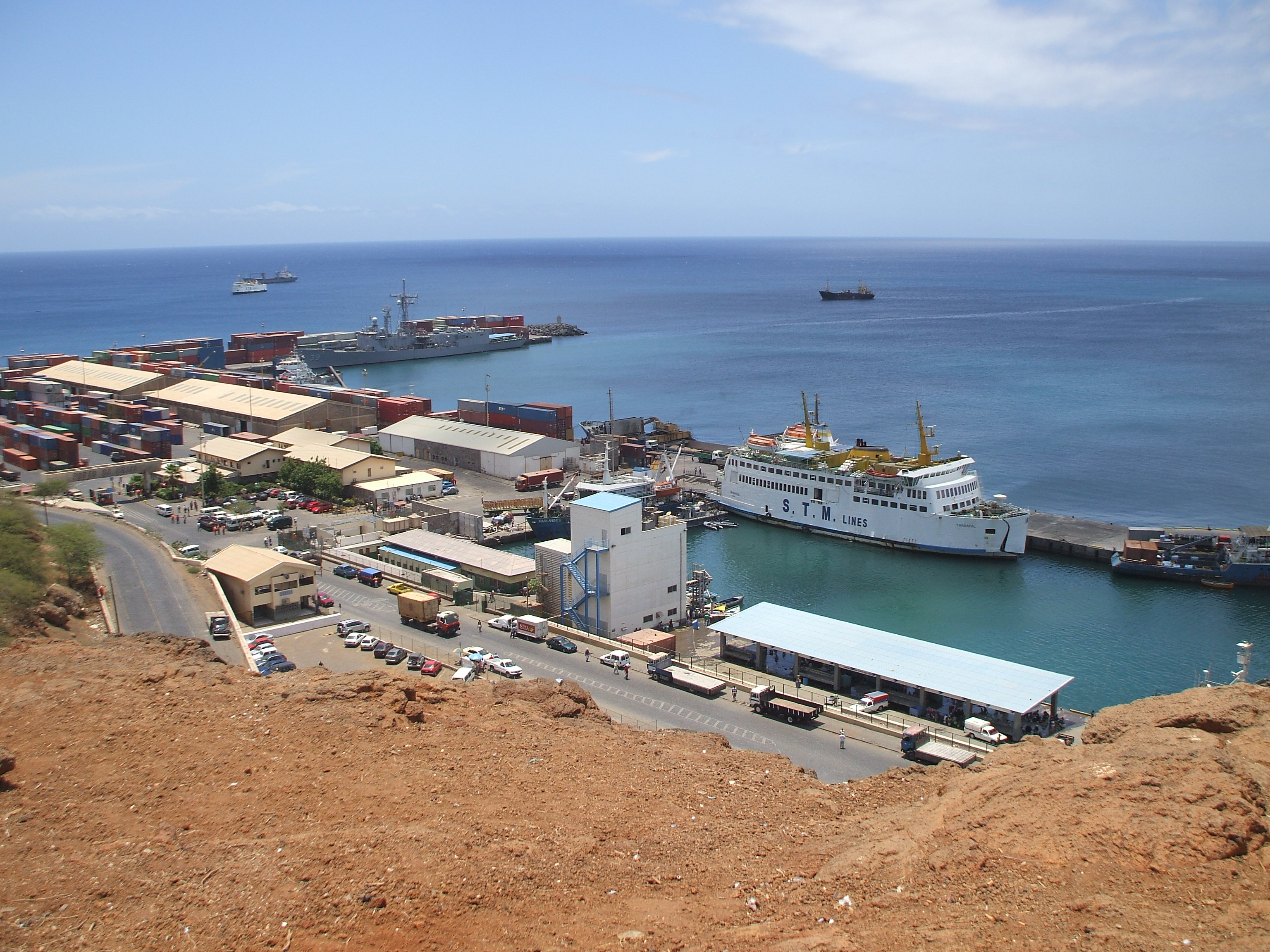
Le Port de Praia

Praia dépend du secteur secondaire mais surtout du secteur tertiaire. Il existe cependant quelques industries situées sur la côte (industries de la pêche) ou dans les quartiers périphériques de la ville (industries de transformation de produits agricoles, industries de matériaux de construction civil, etc.).
Toutefois, les principales activités économiques de Praia sont liées au secteur tertiaire : administration, commerce, services (santé, éducation, tourisme, restauration et hôtellerie, fonction publique, etc.).

## Transports

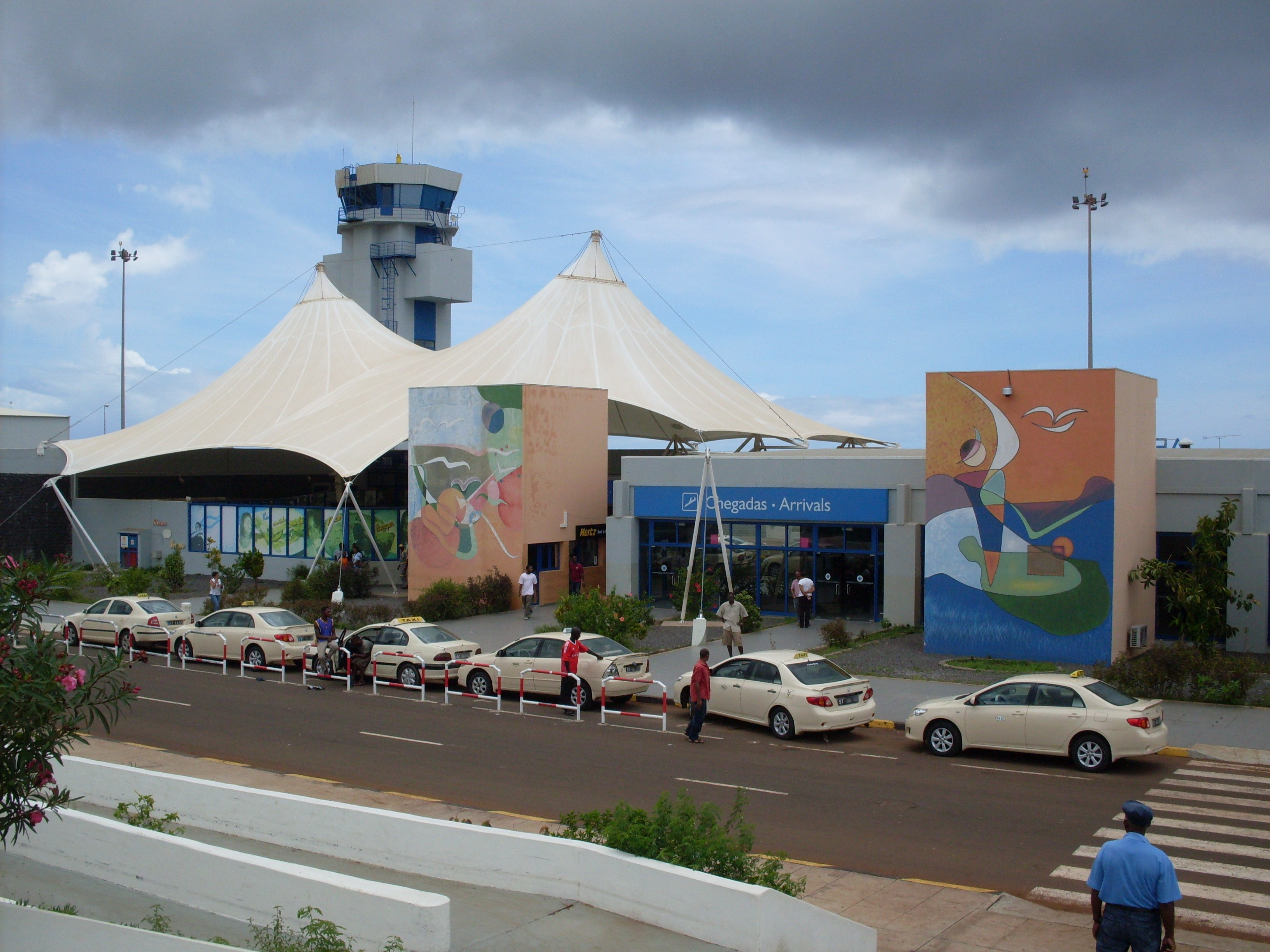
Aéroport international de Praia.

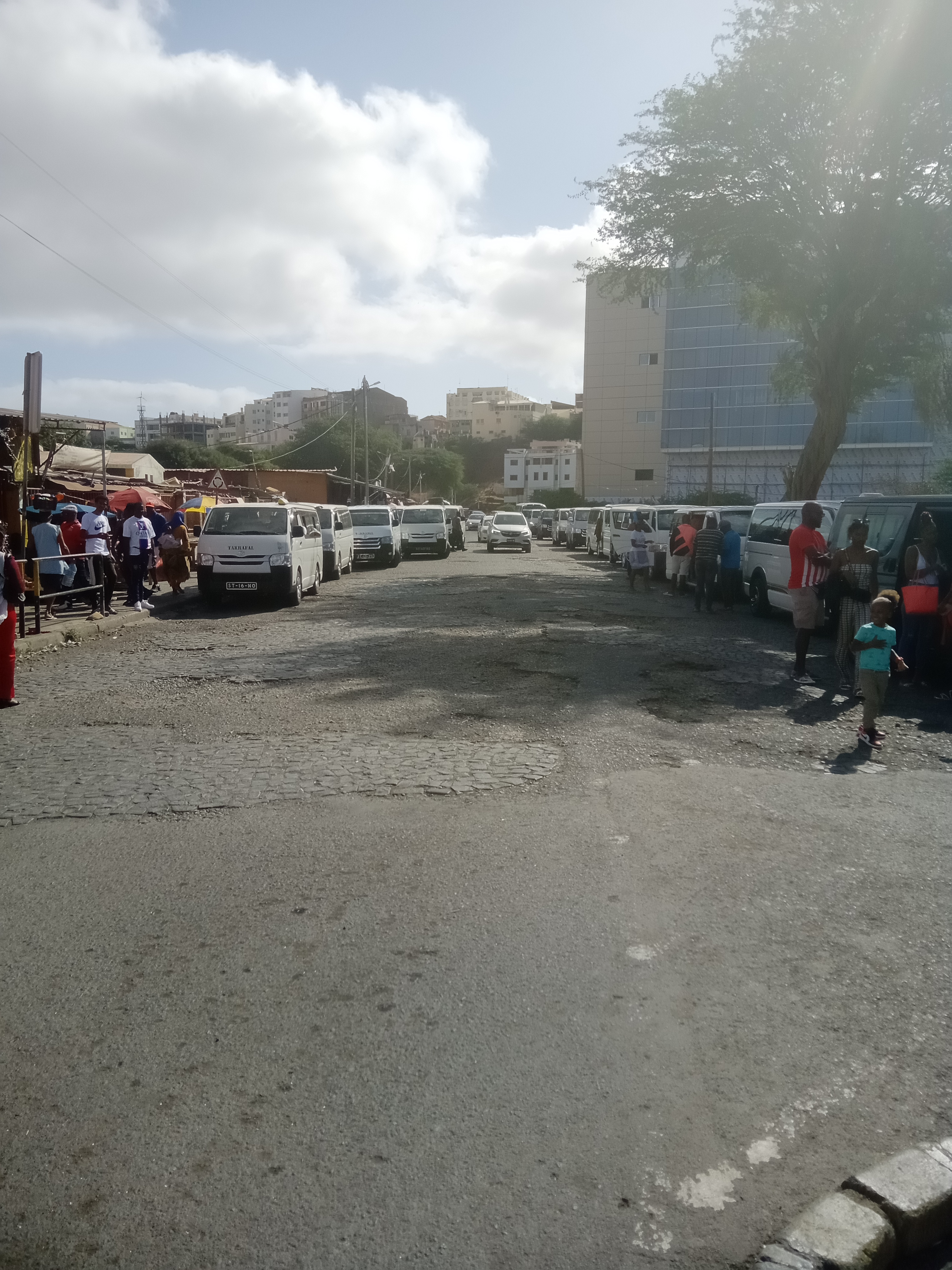
Taxis partagés à Sucupira.

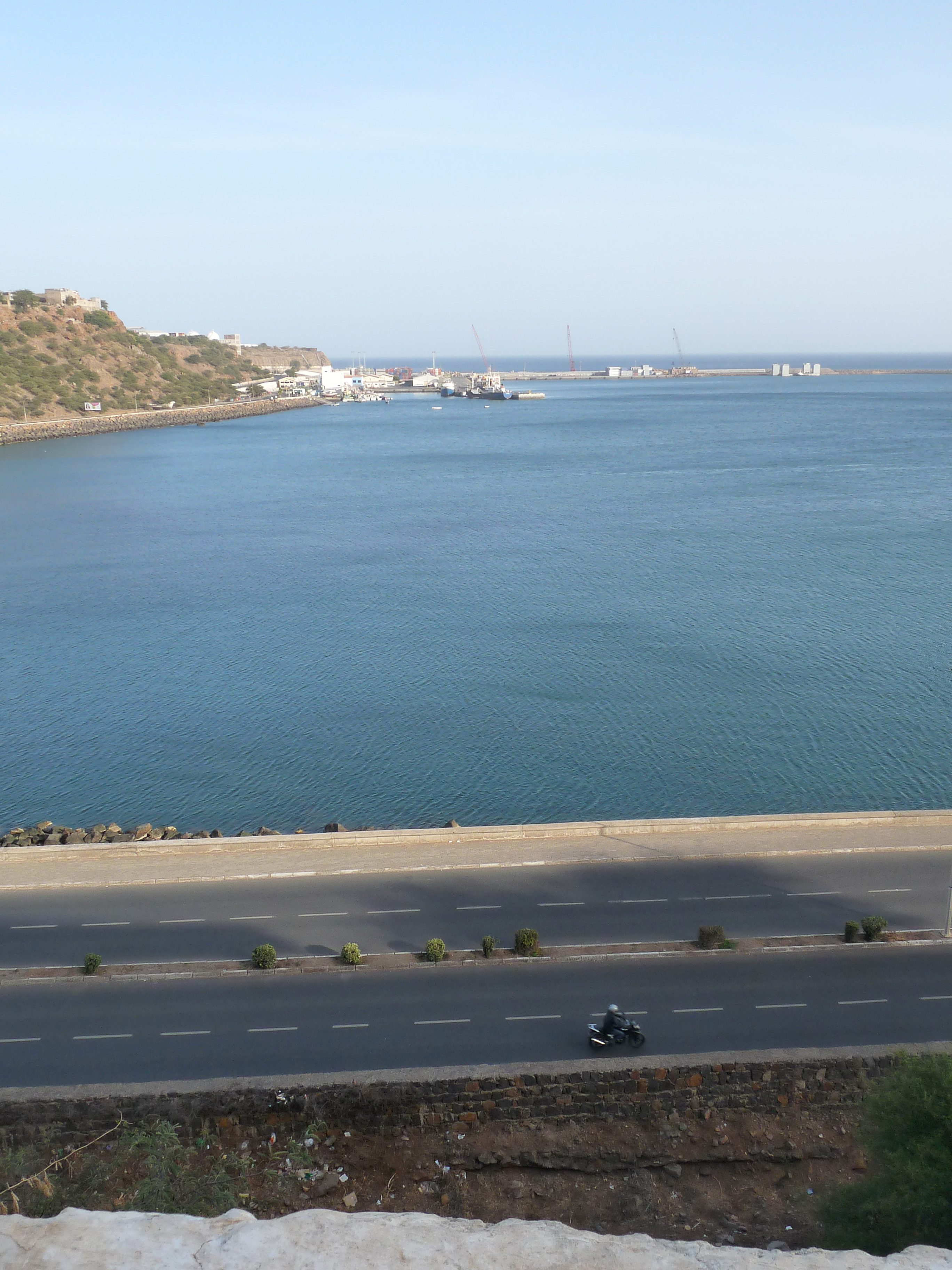
Route à Praia.

### Transport aérien
La ville est reliée par le transport aérien grâce à l’aéroport international de Praia.

### Transport interurbain
Praia est desservie par la route EN1-ST01 et la route EN1-ST05 reliées par la rocade EN1-ST06.
Des taxis partagés interurbains, à destination d'autres villes de l'île de Santiago, partent du terminal de Sucupira qui a été ouvert en mai 2018 au centre-ville.

### Transport maritime
Depuis le port de Praia des traversiers assurent la liaison avec les îles de Brava, Fogo, São Nicolau, São Vicente, Maio, Boa Vista et Sal.

### Transport urbain
Les principales rues de la ville sont l'Avenida Grão Ducado de Luxemburgo allant du centre-ville vers l'ouest, l'Avenida Amílcar Cabral sur le Plateau et l'Avenida Cidade de Lisboa.
Praia dispose d'un réseau de transports en commun par bus.
Dix sept lignes de bus urbains parcourent tous les quartiers de la ville
| Lígne | Quartiers                            |
| ----- | ------------------------------------ |
| 2.    | Terra Branca – Sucupira – Plateau    |
| 3.    | Vila Nova – Sucupira A.S.A – Plateau |
| 4.    | Vila Nova – Plateau – Sucupira A.S.A |
| 5.    | Ponta d’Aguá – Plateau               |
| 6.    | Achada Grande -Plateau - M.Achada    |
| 7.    | Achada Eugênio Lima – Plateau        |
| 8.    | Achada Mato – Plateau – Palmarejo    |
| 9     | Achada Grande Traz – Plateau         |
| 10.   | Calabaceira – Plateau – Palmarejo    |

| Lígne | Quartiers                         |
| ----- | --------------------------------- |
| 11.   | Achada São Felipe – Plateau       |
| 12.   | Plateau – Palmarejo Grande        |
| 13.   | São Pedro – Plateau               |
| 14.   | Monte Pensamento – Plateau        |
| 15.   | Campus Unicv – Sucupira – Plateau |
| 16.   | Vila Vitória – Plateau            |
| 17.   | Fonton – Sucupira – Plateau       |
| 18.   | Alto Safende – Plateau            |

## Culture
Sur le plan culturel, la ville de Praia diffère du reste de l’île de Santiago. Alors que le reste de l’île conserve ses caractéristiques traditionnelles du fait d’avoir constitué les premières zones à être peuplées, Praia possède comme capitale des caractéristiques plus cosmopolites. Praia est plus facilement influencée par les autres îles de l’archipel en raison de la migration de population entre les îles mais également par la culture étrangère (habitants venus de l’étranger et moyens de communications avec l’extérieur toujours plus nombreux). Par conséquent, si l’objectif est de trouver des éléments culturels « authentiques » sur l’île de Santiago, il est conseillé de s’éloigner de la ville de Praia.
Néanmoins, étant une capitale avec des facilités de communication avec l’extérieur et comptant sur une grande concentration et diversité de population, Praia est l’un des lieux les plus privilégiés du Cap-Vert quant aux manifestations culturelles : pièces de théâtre, expositions, spectacles. De ce fait, Praia possède les infrastructures nécessaires comme plusieurs salles de spectacle, le Palais de la Culture (Palácio da Cultura) le Musée ethnographique (Museu Etnográfico) et les archives nationales du Cap-Vert (Arquivo Histórico Nacional). La vie nocturne compte aussi sur plusieurs établissements.

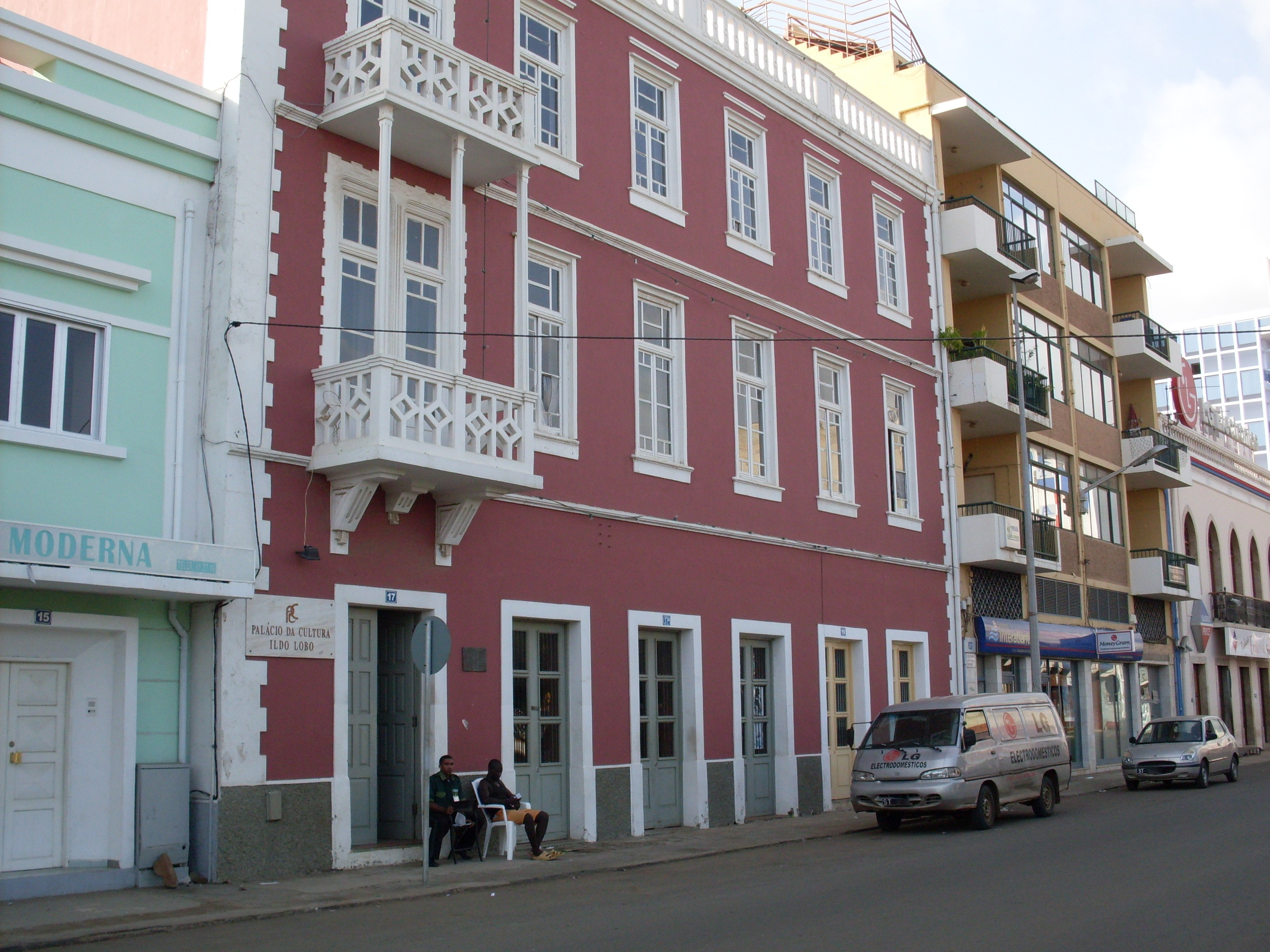
Le Palais de la culture
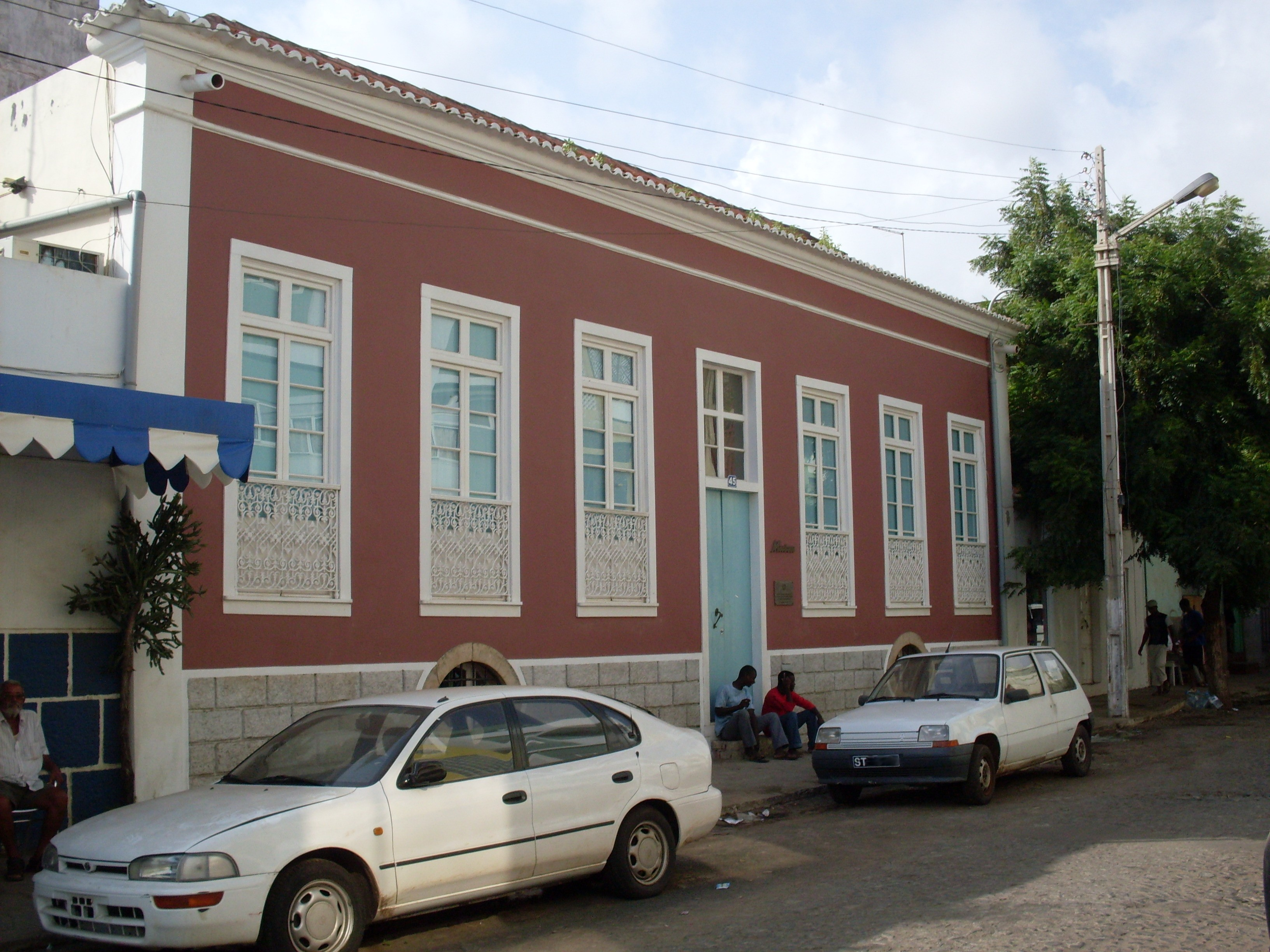
Le Musée ethnographique
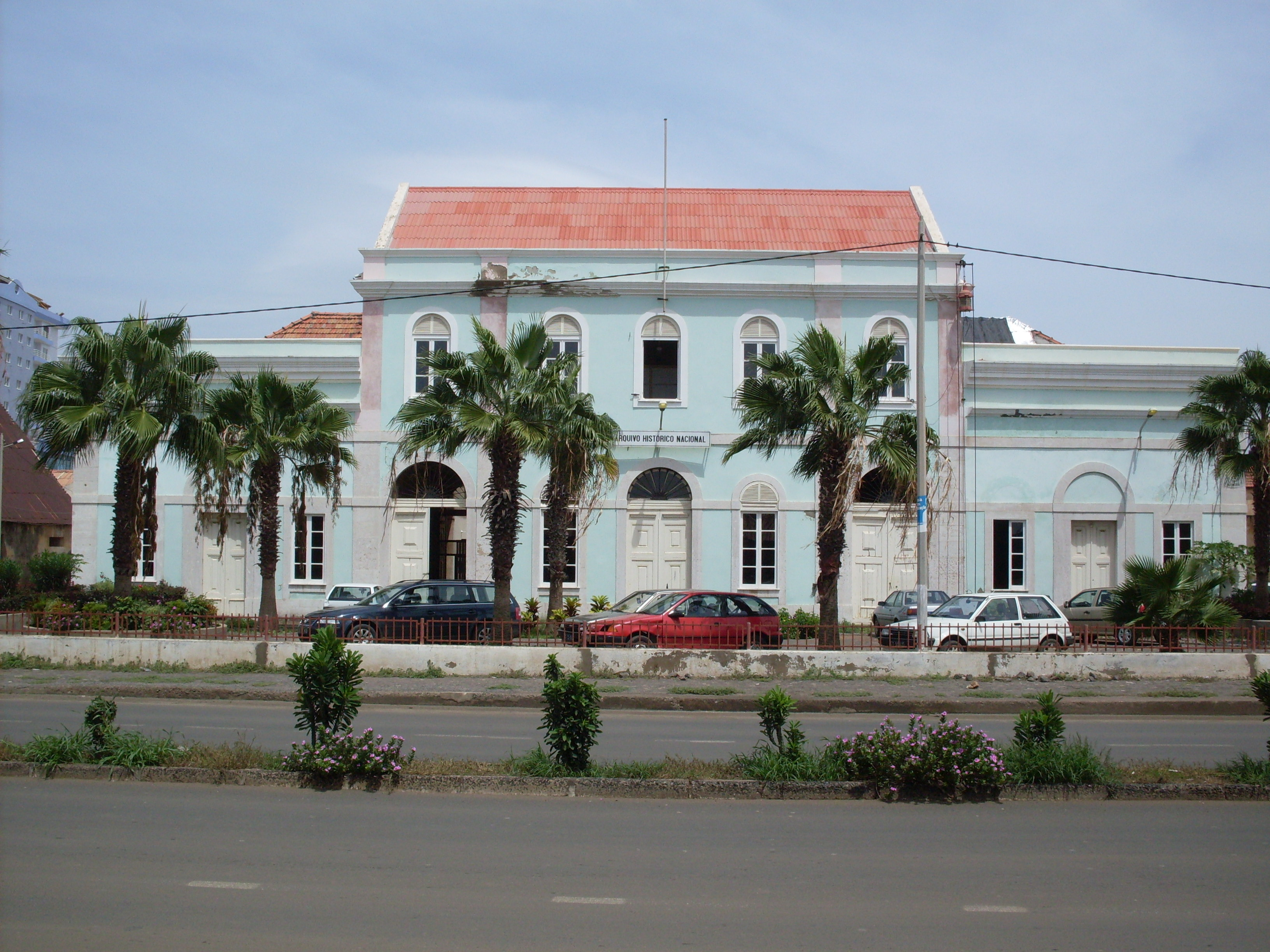
Les archives nationales du Cap-Vert
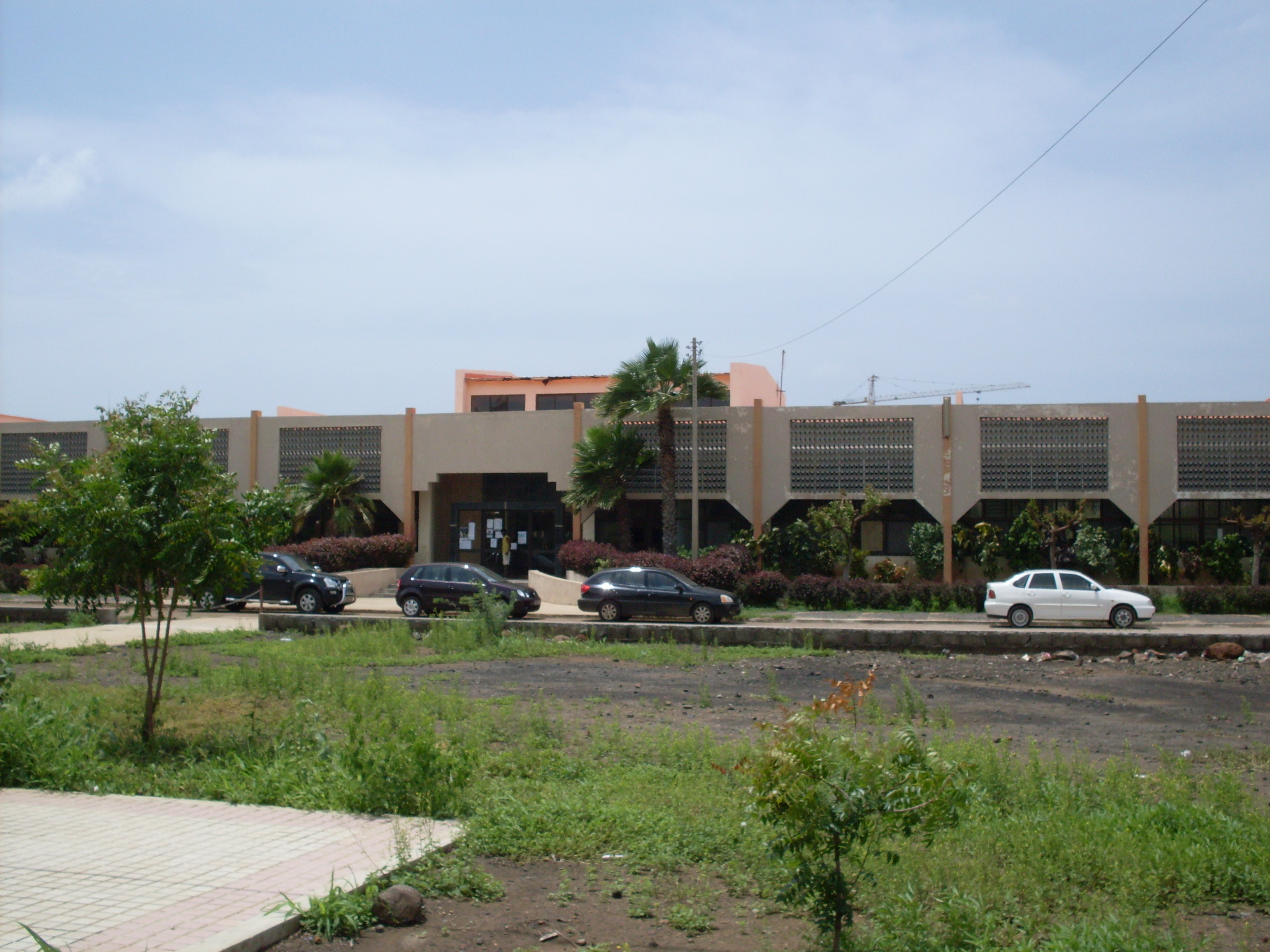
La bibliothèque nationale du Cap-Vert.

## Éducation

### Enseignement primaire et secondaire
Praia est la première ville de l’archipel à avoir accueilli une école primaire, alors appelée  Escola Central et actuellement connue sous le nom de Escola Grande. Elle constitua la seule école primaire de Praia et ce ne fut que dans les années 1960 qu’ouvrirent de nouveaux établissements d’enseignement primaire dans les quartiers périphériques du Plateau et dans les autres régions de l’île. En 2006, on répertoriait plus de 30 écoles primaires.
Praia fut également la première ville du Cap-Vert à ouvrir un établissement d’enseignement secondaire : le Lycée national (Liceu Nacional) vu le jour en 1861. Cependant, les autorités portugaises n’étaient pas intéressées par la création d’établissements secondaires au Cap-Vert et le Lycée national ferma finalement ses portes. Ce ne fut seulement qu’en 1960 que Praia proposa de nouveau un établissement d’enseignement secondaire, qui se trouvait face à la Place du 12 septembre. Dans les années 1990, la multiplication des centres d’enseignement au Cap-Vert explique pourquoi en 2006 Praia comptait déjà 9 lycées dont l’École Internationale Les Alizés, le Lycée Domingos Ramos et le Colégio Internacional – Cabo Verde.

### Enseignement supérieur
Praia abrite l’université du Cap-Vert, l’université Jean Piaget du Cap-Vert, l’institut International de la Langue Portugaise, un campus de l’université de Santiago, l’Institut supérieur des sciences juridiques et sociales et l’université lusophone du Cap-Vert.

## Lieux de culte

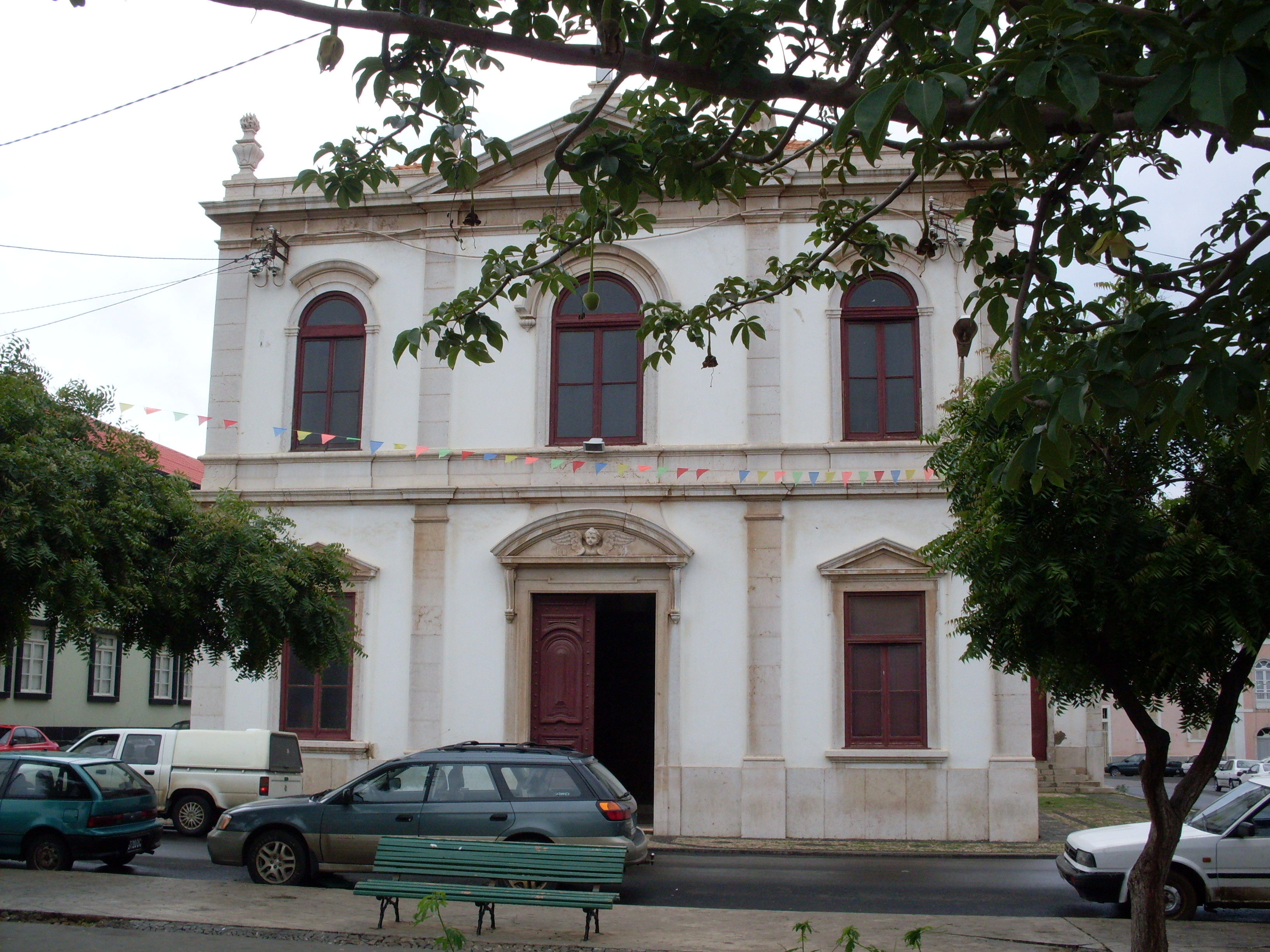
Église Nossa Senhora da Graça.
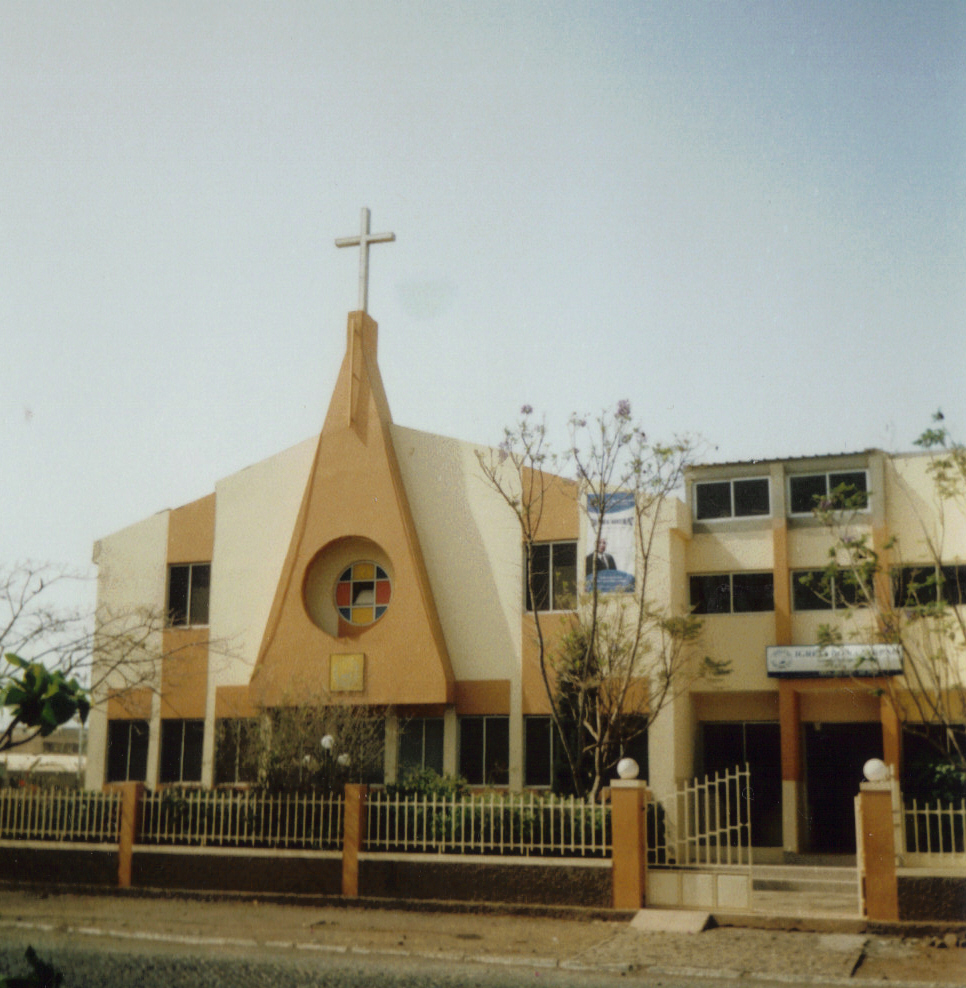
Église du Nazaréen.

Parmi les lieux de culte, il y a principalement des églises et des temples chrétiens : Diocèse de Santiago de Cabo Verde (Église catholique), Église du Nazaréen, Église universelle du royaume de Dieu, Assemblées de Dieu. Il y a aussi des mosquées musulmanes.

## Architecture
Praia abrite de nombreux monuments remarquables.
- Hôtel de ville de Praia
- Monument de Diogo Gomes
- Estádio Nacional de Cabo Verde
- Quartel Jaime Mota
- Palais présidentiel de Praia
- Pro-cathédrale Notre-Dame-de-Grâce de Praia
- Stade de Várzea
- Port de Praia
- Musée ethnographique de Praia
- Aéroport international de Praia
- Aéroport Francisco-Mendes
- Phare de Dona Maria Pia
- Palais de l’Assemblée nationale
- Quartel Jaime Mota
- Archives nationales du Cap-Vert
- Complexe sportif Adega
- Auditorium national du Cap-Vert (en)
- Centre sportif Vavá Duarte
- Bibliothèque nationale du Cap-Vert
- Lycée Domingos Ramos
- Avenida Andrade Corvo
- Rua 5 de Julho
- Rua Serpa Pinto
- Praça Alexandre Albuquerque
- Praça Luís de Camões

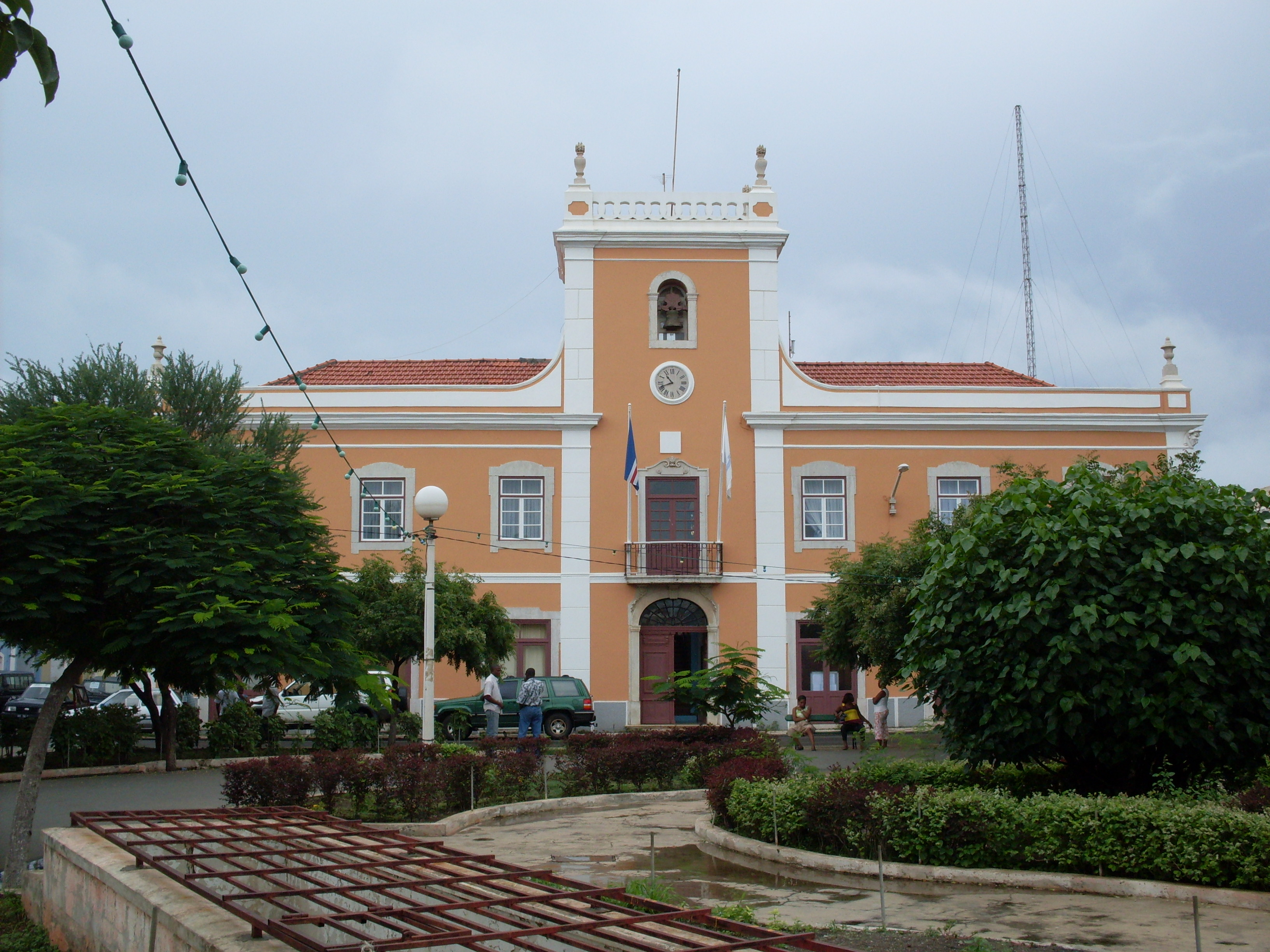
L'Hôtel de ville de Praia.
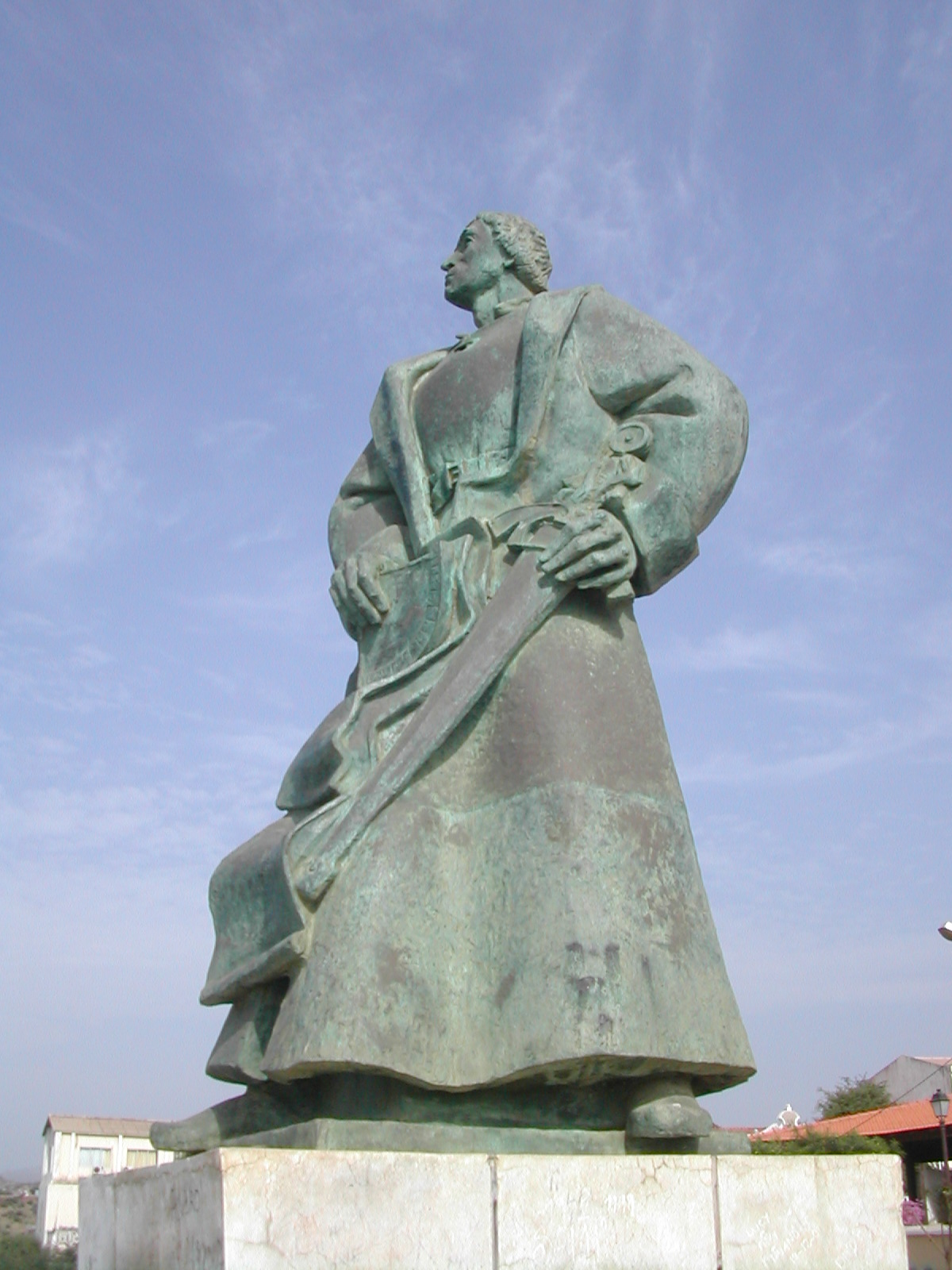
Monument de Diogo Gomes
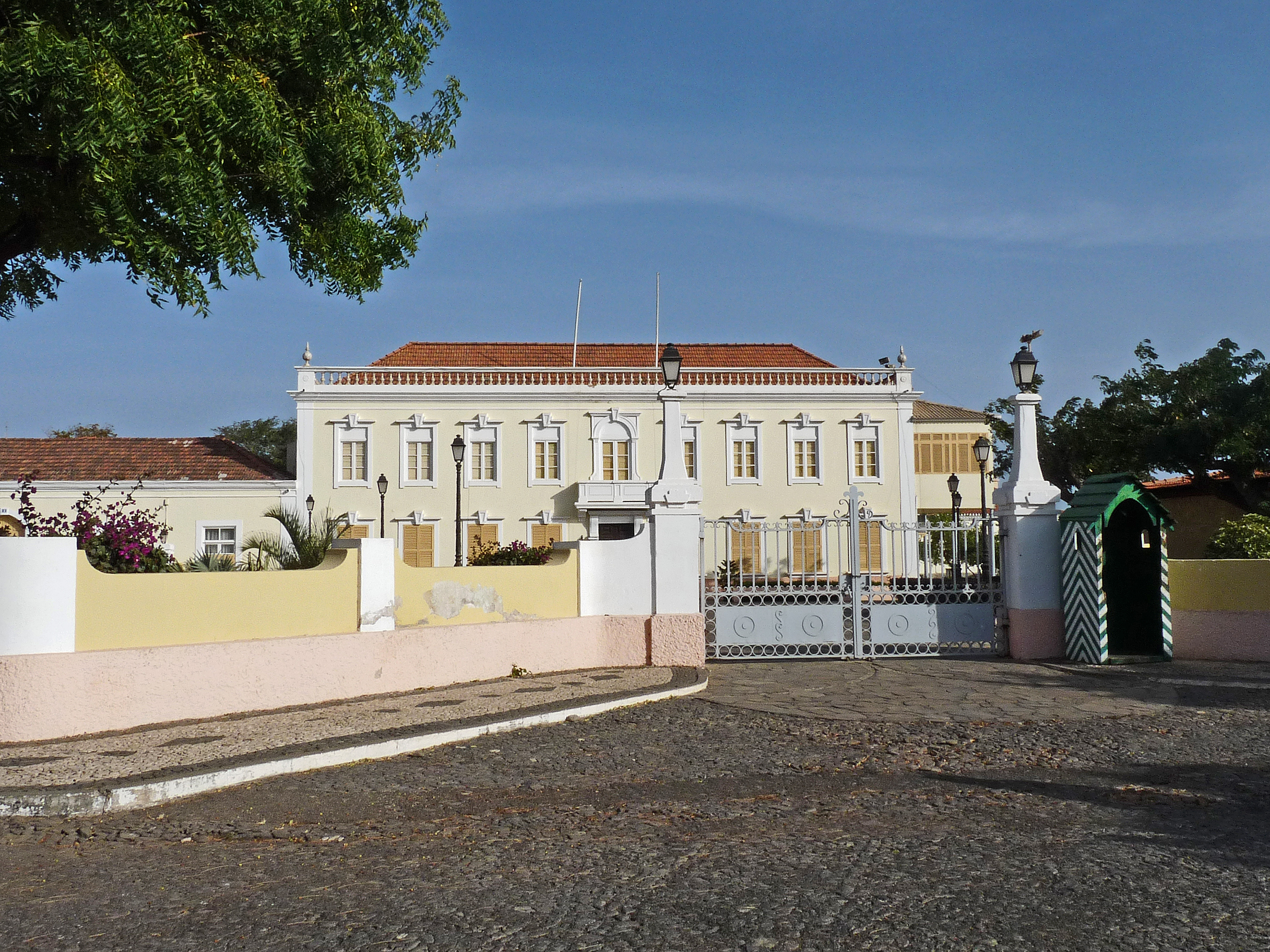
Le palais présidentiel.
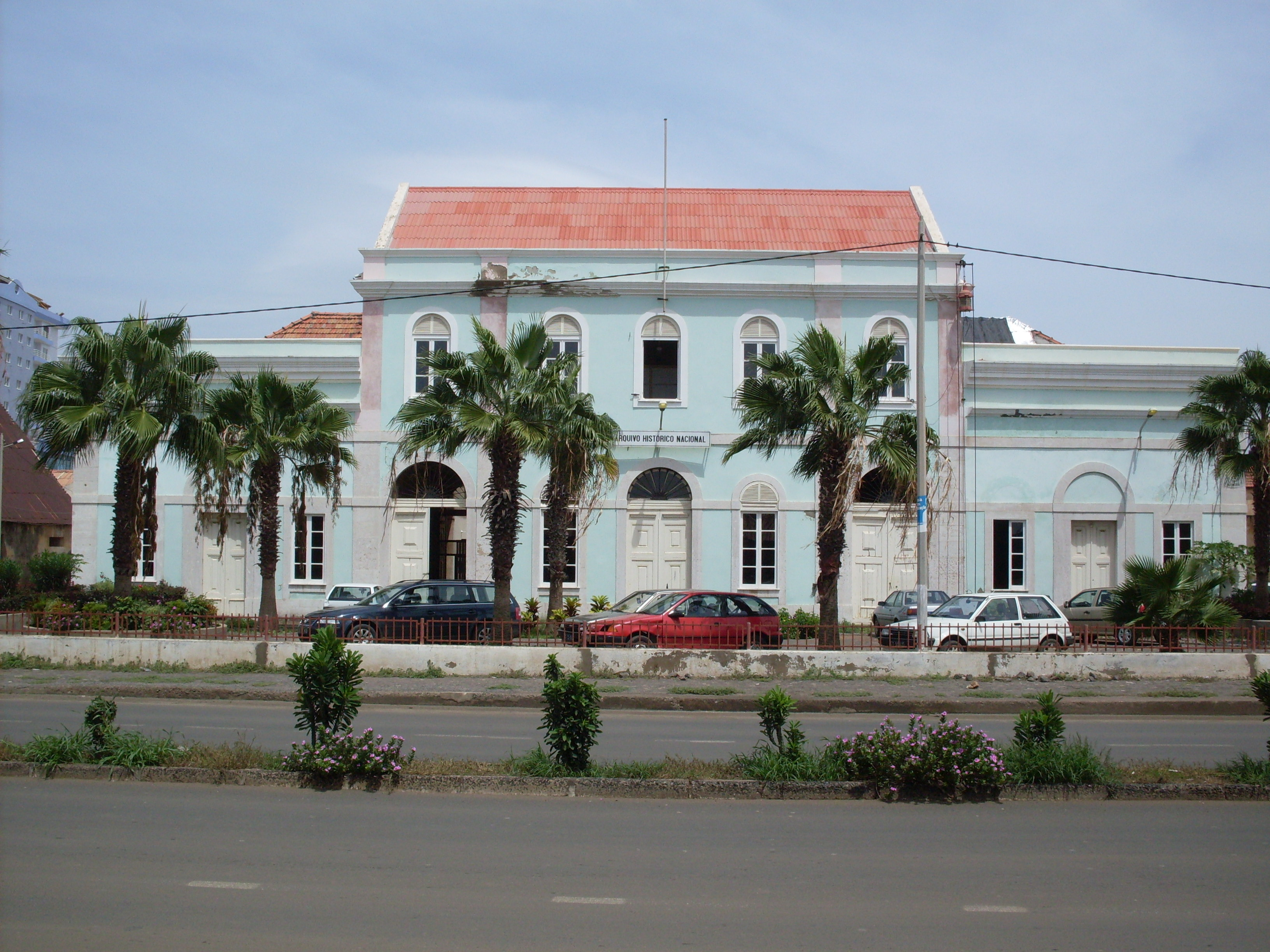
Archives nationales du Cap-Vert

## Jumelages
| Ville | Ville                        | Pays | Pays          | Période     |
| ----- | ---------------------------- | ---- | ------------- | ----------- |
|       | Bissau                       |      | Guinée-Bissau |             |
|       | Boston                       |      | États-Unis    |             |
|       | Corvera de Asturias          |      | Espagne       |             |
|       | Faro                         |      | Portugal      |             |
|       | Fortaleza                    |      | Brésil        |             |
|       | Funchal                      |      | Portugal      |             |
|       | Jinan                        |      | Chine         | depuis 2009 |
|       | Las Palmas de Grande Canarie |      | Espagne       |             |
|       | Lisbonne                     |      | Portugal      |             |
|       | Macao                        |      | Chine         |             |
|       | Oeiras                       |      | Portugal      |             |
|       | Providence                   |      | États-Unis    |             |
|       | Rio de Janeiro               |      | Brésil        |             |

## Personnalités nées à Praia
- Jorge Barbosa (1902-1971), poète et écrivain
- Arménio Vieira (1941-), poète et journaliste
- Abílio Duarte (1944-1996), homme politique, premier président de l'Assemblée nationale
- Janira Hopffer Almada (1978-), femme politique, ministre.
- Nani (1986-), footballeur portugais
- Gelson Fernandes (1986-), footballeur suisse
- Neno (1962-2021), footballeur portugais.
- Arménio Vieira, écrivain
- Ivan Almeida, basketballeur
- Ronny Souto, footballeur
- Vadú, chanteur